# Moussa Ag Acharatoumane
Moussa Ag Acharatoumane es un político azawadí, que actualmente funge como vocero del Movimiento Nacional para la Liberación del Azawad, reside en París desde el 22 de marzo de 2012. Es líder fundador del MNLA.

## Propuestas de Acharatoumane
En entrevista con el UN Non-Govermental Liaison Service, Moussa Ag Acharatoumane, propone:
- Crear estructuras especiales en apoyo de personas vulnerables.
- Permitir que más mujeres participen en reuniones del Mecanismo de Expertos sobre los Derechos de los Pueblos Indígenas
- Acompañar a los jóvenes en sus acciones, en su lucha contra las injusticias del mundo.[3]